# Deto echinata
Deto echinata är en kräftdjursart som beskrevs av Félix Édouard Guérin-Méneville 1836. Deto echinata ingår i släktet Deto och familjen Detonidae. Inga underarter finns listade i Catalogue of Life.